# Olympische Sommerspiele 1996/Teilnehmer (St. Kitts und Nevis)
| Gelbes Symbol für Goldmedaillen mit stilisierten Olympischen Ringen | Graues Symbol für Silbermedaillen mit stilisierten Olympischen Ringen | Braundes Symbol für Bronzemedaillen mit stilisierten Olympischen Ringen |
| ------------------------------------------------------------------- | --------------------------------------------------------------------- | ----------------------------------------------------------------------- |
| —                                                                   | —                                                                     | —                                                                       |

St. Kitts und Nevis nahm bei den Olympischen Sommerspielen 1996 in Atlanta zum ersten Mal an Olympischen Spielen teil. Die Mannschaft bestand aus zehn Sportlern, von denen vier männlich und sechs weiblich waren. Sie traten in fünf Wettbewerben der Leichtathletik an. Der jüngste Teilnehmer war Kim Collins mit 20 Jahren und 113 Tagen, der älteste war Ricardo Liddie mit 30 Jahren und 179 Tagen. Während der Eröffnungsfeier am 19. Juli 1996 trug Diane Francis die Flagge von St. Kitts und Nevis in das Olympiastadion.

## Teilnehmer
| Name               | Alter | Geschlecht | Sportart       | Resultat(e) |
| ------------------ | ----- | ---------- | -------------- | --- |
| Valma Bass         | 22    | weiblich   | Leichtathletik | dritter Vorlauf mit der 100-Meter-Staffel; Platz 7 im zweiten Vorlauf mit der 400-Meter-Staffel                                                 |
| Kim Collins        | 20    | männlich   | Leichtathletik | Platz 5 im vierten Zwischenlauf über 100 Meter; Platz 4 im zweiten Vorlauf mit der 100-Meter-Staffel                                            |
| Diane Francis      | 27    | weiblich   | Leichtathletik | Platz 7 im dritten Zwischenlauf über 100 Meter; dritter Vorlauf mit der 100-Meter-Staffel; Platz 7 im zweiten Vorlauf mit der 400-Meter-Staffel |
| Elricia Francis    | 20    | weiblich   | Leichtathletik | dritter Vorlauf mit der 100-Meter-Staffel |
| Bertram Haynes     | 28    | männlich   | Leichtathletik | Platz 4 im zweiten Vorlauf mit der 100-Meter-Staffel                                                                                            |
| Maxime Isiah       | 24    | männlich   | Leichtathletik | Platz 4 im zweiten Vorlauf mit der 100-Meter-Staffel                                                                                            |
| Ricardo Liddie     | 30    | männlich   | Leichtathletik | Platz 4 im zweiten Vorlauf mit der 100-Meter-Staffel                                                                                            |
| Bernice Morton     | 27    | weiblich   | Leichtathletik | dritter Vorlauf mit der 100-Meter-Staffel |
| Bernadeth Prentice | 27    | weiblich   | Leichtathletik | dritter Vorlauf mit der 100-Meter-Staffel; Platz 7 im zweiten Vorlauf mit der 400-Meter-Staffel                                                 |
| Tamara Wigley      | 21    | weiblich   | Leichtathletik | Platz 7 im zweiten Vorlauf mit der 400-Meter-Staffel                                                                                            |